# Kazimierz Brzeziński (prawnik)
Kazimierz Brzeziński (ur. 13 lipca 1866 w Żółkwi, zm. 17 lipca 1924 w Przemyślu) – polski prawnik, działacz społeczny.

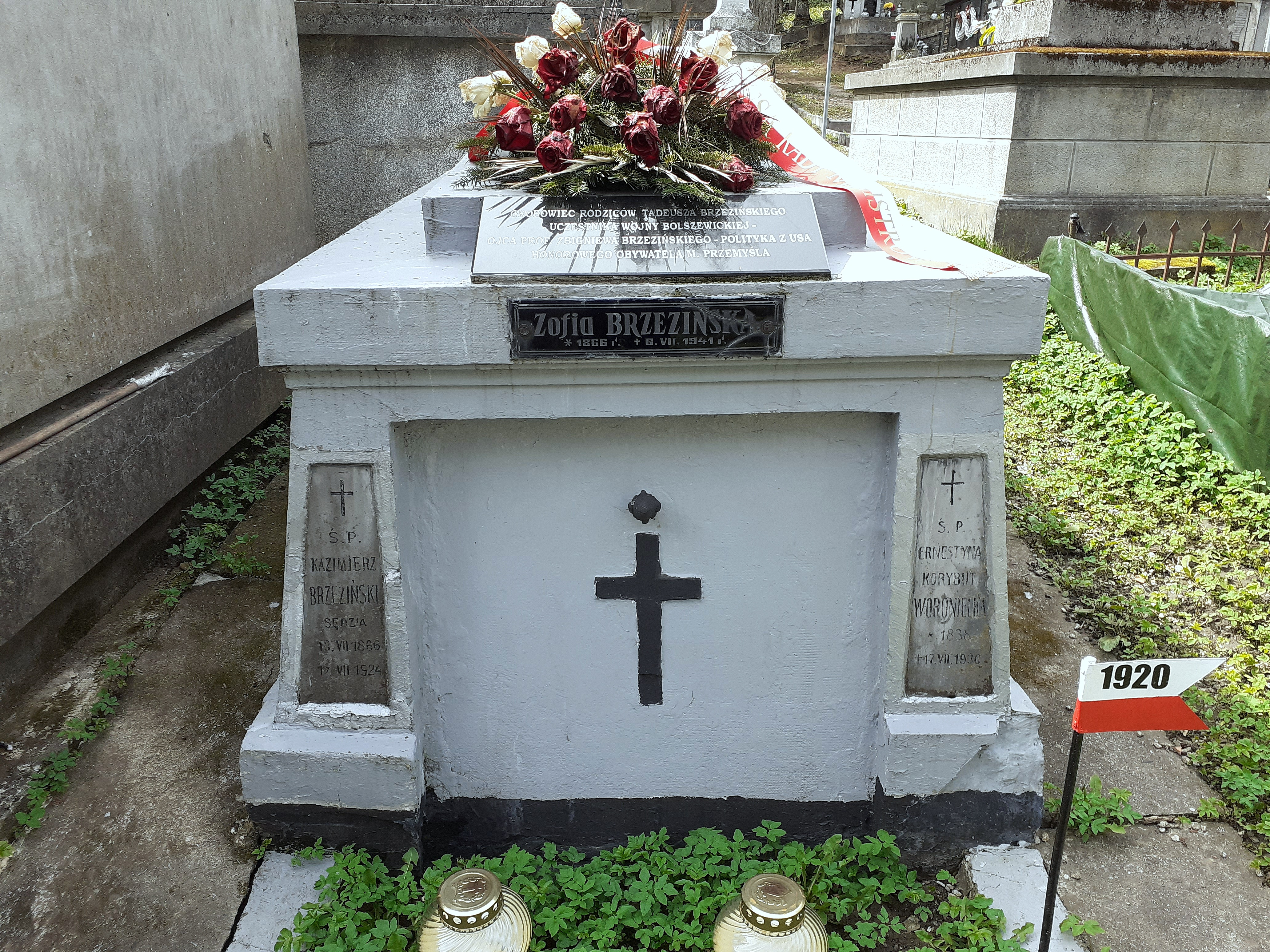

## Życiorys
Ukończył czteroklasową szkołę ludową w Żółkwi, następnie uczęszczał do gimnazjum w Złoczowie i Lwowie. Po zdaniu matury zapisał się na Wydział Prawa Uniwersytetu Lwowskiego, który ukończył w 1889. Po studiach powrócił do rodzinnej miejscowości i podjął pracę jako sekretarz, a później jako referent, kancelista i oficjalista. W latach 1894–1897 praktykował jako auskultant w Sądzie Powiatowym w Złoczowie. W 1894 ożenił się z Zofią Woroniecką (1866-1941), z którą miał dwóch synów: Tadeusza (ojciec Zbigniewa Brzezińskiego) i Bogdana. Po awansie w 1898 na adiunkta został skierowany do Sądu Powiatowego w Radymnie. W 1906 przeniósł się do Przemyśla, gdzie rozpoczął pracę jako sekretarz w Sądzie Obwodowym. W 1910 otrzymał tytuł radcy. Przez kilka lat był przewodniczącym Przemyskiego Związku Sędziów. Jako radny blisko współpracował z burmistrzem Franciszkiem Dolińskim, i Leonardem Tarnawskim.
Działał w takich organizacjach jak: Towarzystwo Szkół Ludowych im. H. Sienkiewicza (jeden z inicjatorów budowy Szkoły Ludowej przy obecnej ul. Sienkiewicza), Polskie Towarzystwo Gimnastyczne „Sokół”, Towarzystwo Dramatyczne Fredreum (prezes w latach 1910–1919, a także aktor), Towarzystwo Muzyczne, Przemyski Klub Tenisowy (jako współzałożyciel w 1922). Został pochowany na cmentarzu Głównym w Przemyślu.